# Chụp ảnh bằng bồ câu

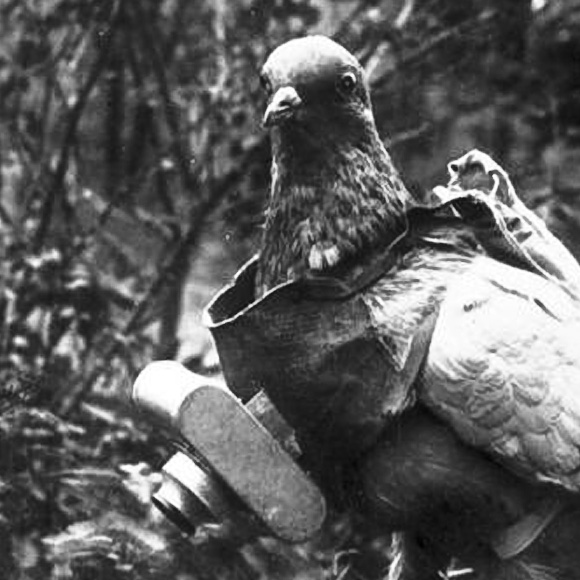
Con bồ câu được gắn máy ảnh

Chụp ảnh bằng bồ câu là một kỹ thuật chụp không ảnh được phát minh vào năm 1907 bởi nhà bào chế thuốc Đức Julius Neubronner, người cũng đã được sử dụng chim bồ câu để giao thuốc. Một chim bồ câu đưa thư đã được gắn với một dây nịt ngực bằng nhôm có gắn một máy ảnh nhẹ thu nhỏ chụp chậm. Đơn đăng ký cấp bằng sáng chế của Neubronner ban đầu bị từ chối, nhưng đã được cấp trong tháng 12 năm 1908 sau khi ông đã tạo hình ảnh xác thực bằng con chim bồ câu của mình. Ông đã công bố công khai kỹ thuật tại Triển lãm nhiếp ảnh quốc tế Dresden năm 1909, và đã bán được một số hình ảnh như tấm bưu thiếp tại Triển lãm Hàng không quốc tế Frankfurt và vào những năm 1910 và Hội chợ hàng không Paris năm 1911.
Ban đầu, tiềm năng quân sự của nhiếp ảnh chim bồ câu để trinh sát trên không xuất hiện hấp dẫn. Các thử nghiệm chiến trường trong Chiến tranh thế giới thứ nhất cung cấp kết quả đáng khích lệ, nhưng công nghệ phụ trợ các chuồng bồ câu di động cho chim bồ câu đưa tin có ảnh hưởng lớn nhất. Do sự hoàn thiện nhanh chóng của hàng không trong chiến tranh, quân sự quan tâm đến nhiếp ảnh chim bồ câu đã bị mờ và Neubronner từ bỏ thí nghiệm của ông. Ý tưởng này được một thời gian ngắn sống lại trong những năm 1930 bởi một thợ đồng hồ Thụy Sĩ, và báo cáo cũng của quân đội Đức và Pháp. Mặc dù chim bồ câu chiến tranh đã được triển khai rộng rãi trong Chiến tranh thế giới thứ hai nó là không rõ ràng đến mức độ nào, nếu có, chim đã được tham gia vào trinh sát trên không. Cơ quan Tình báo Trung ương Hoa Kỳ (CIA) sau đó phát triển một máy ảnh chạy bằng pin được thiết kế để chụp ảnh chim bồ câu gián điệp, thông tin chi tiết của việc sử dụng của nó vẫn được phân loại.
Việc sản xuất các máy ảnh đủ nhỏ và nhẹ với một cơ chế hẹn giờ, và đào tạo và huấn luyện các loài chim để mang những vật dụng cần thiết, đã tạo ra những thách thức lớn, cũng như hạn chế kiểm soát định hướng, vị trí và tốc độ của chim bồ câu khi tiến hành chụp các bức ảnh. Năm 2004 British Broadcasting Corporation (BBC) sử dụng máy ảnh truyền hình thu nhỏ gắn vào chim ưng và chim ó để có được cảnh quay trực tiếp, và ngày nay một số nhà nghiên cứu, những người đam mê và các nghệ sĩ tương tự như sử dụng hình ảnh kỹ thuật số hoặc máy quay video nhỏ với nhiều loài động vật hoang dã hoặc động vật nuôi.

## Nguồn gốc

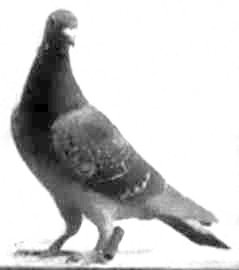
Four-year-old homing pigeon that made 15 ascents in a balloon

## Julius Neubronner

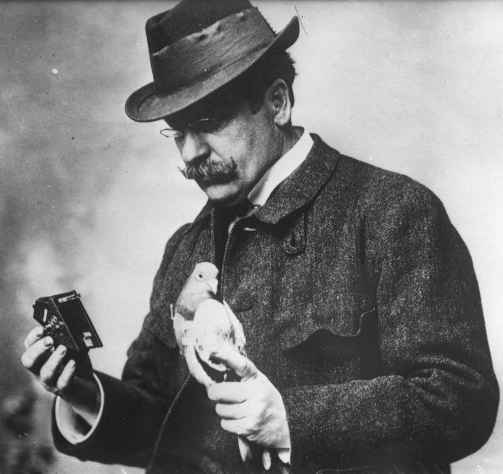
Julius Neubronner (1914)

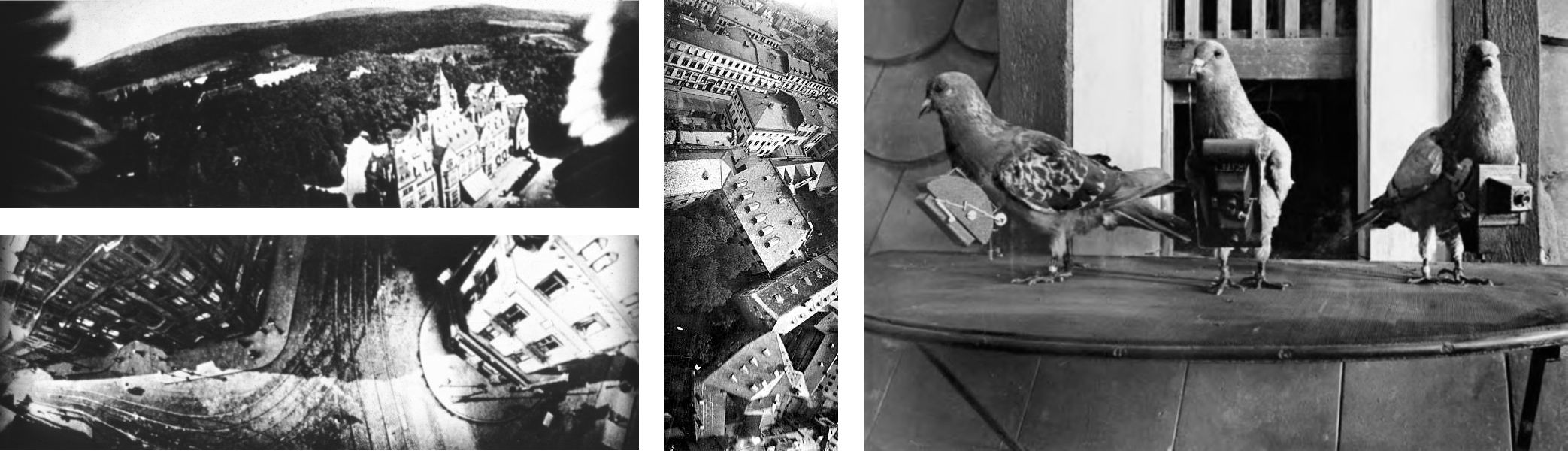
Phía trên bên trái: Các không ảnh của Schlosshotel Kronberg. Giữa và trái bên dưới: Frankfurt. Phải: Bồ câu mang máy ảnh.

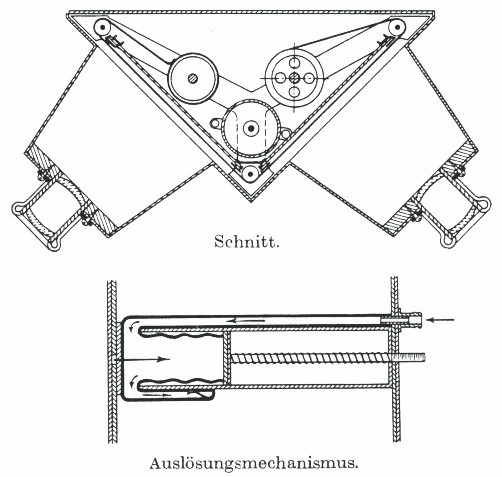
Trên: Sectional view of patented pigeon camera with two lenses. Bottom: Pneumatic system. The camera was activated by inflating the chamber on the left. As the air slowly escaped through the capillary at the bottom, the piston moved back towards the left until it triggered the exposure.

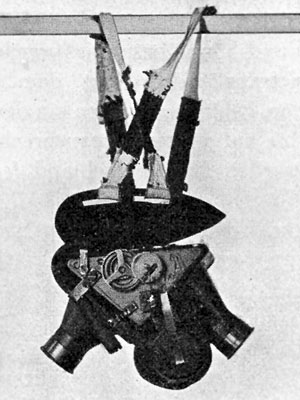
Máy ảnh được cấp bằng sáng chế với bộ vỏ bọc và các dây mang